# Shepherdia rotundifolia
Shepherdia rotundifolia är en havtornsväxtart som beskrevs av Charles Christopher Parry. Shepherdia rotundifolia ingår i släktet Shepherdia (bisonbusksläktet) och familjen havtornsväxter. Inga underarter finns listade i Catalogue of Life.

## Bildgalleri

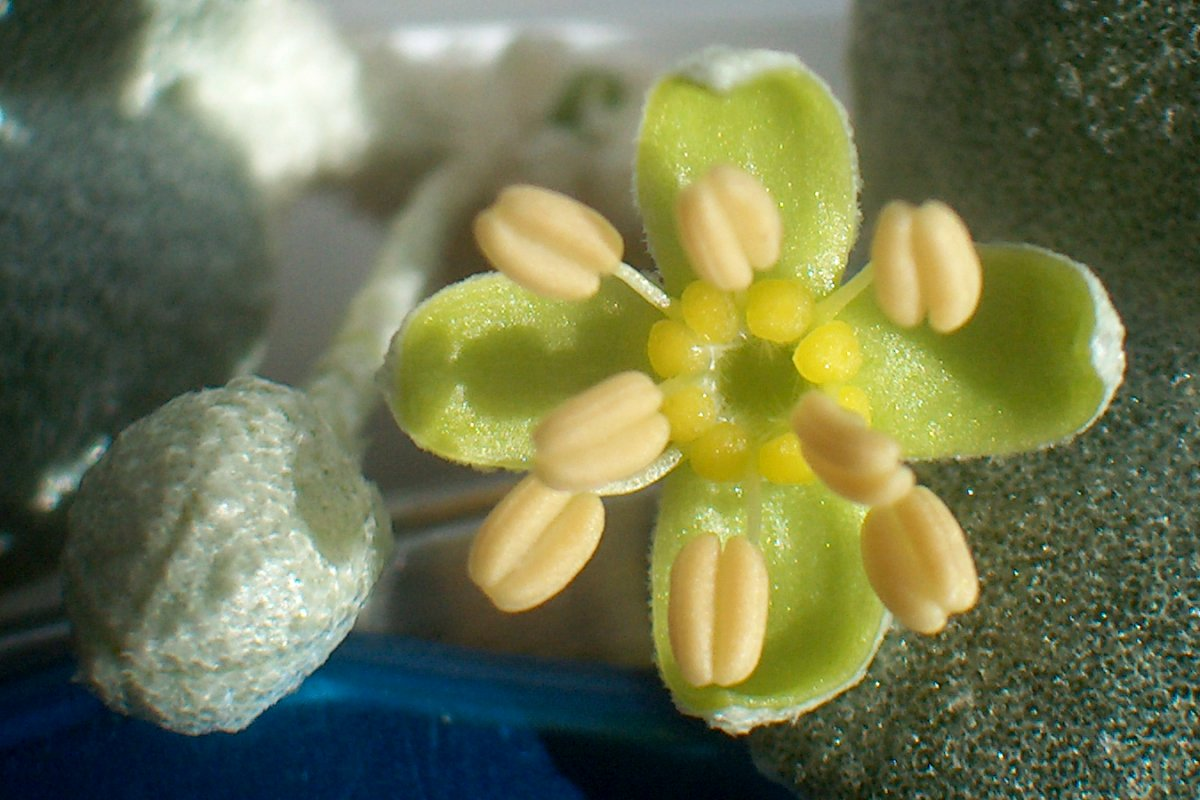
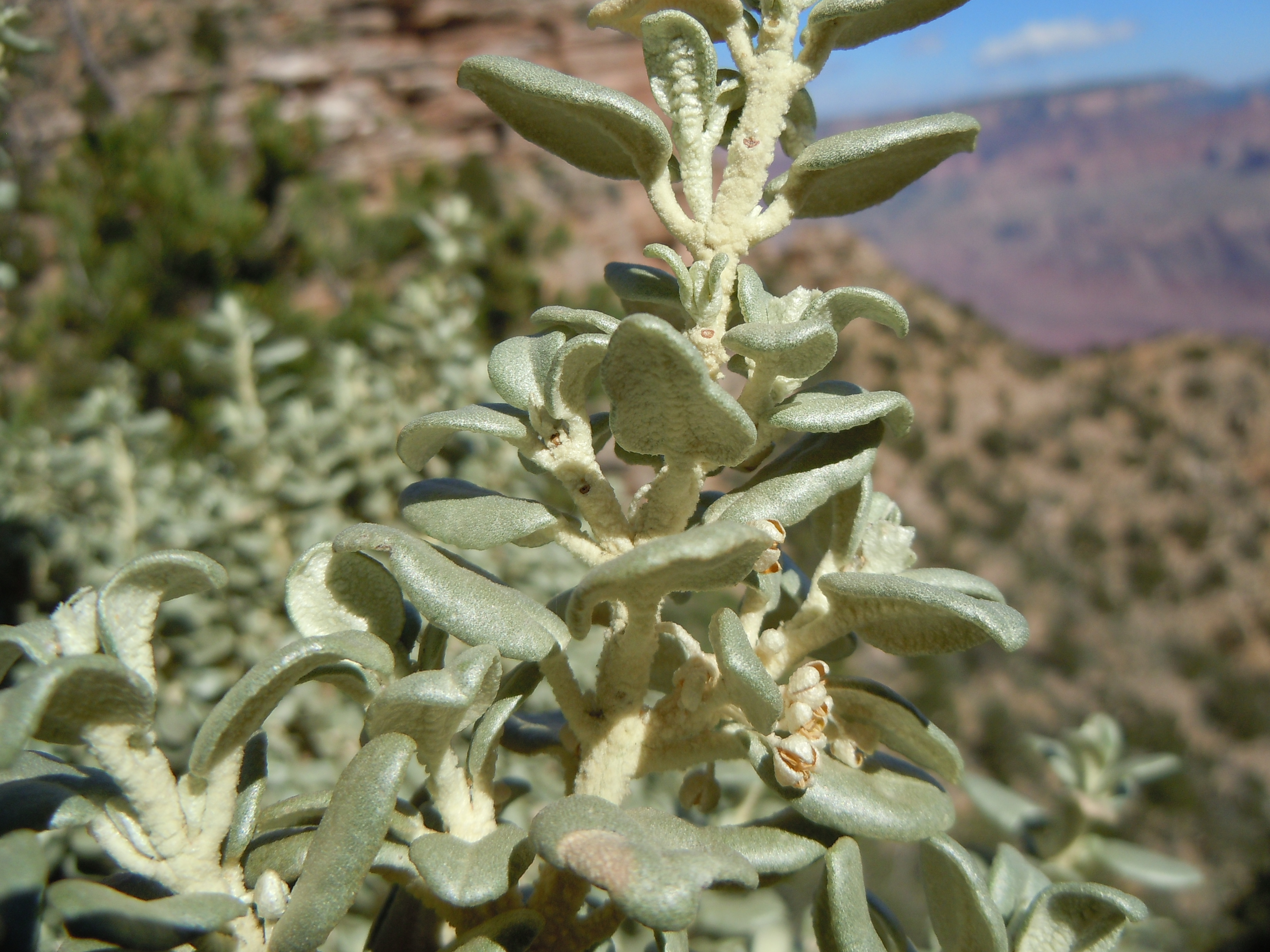
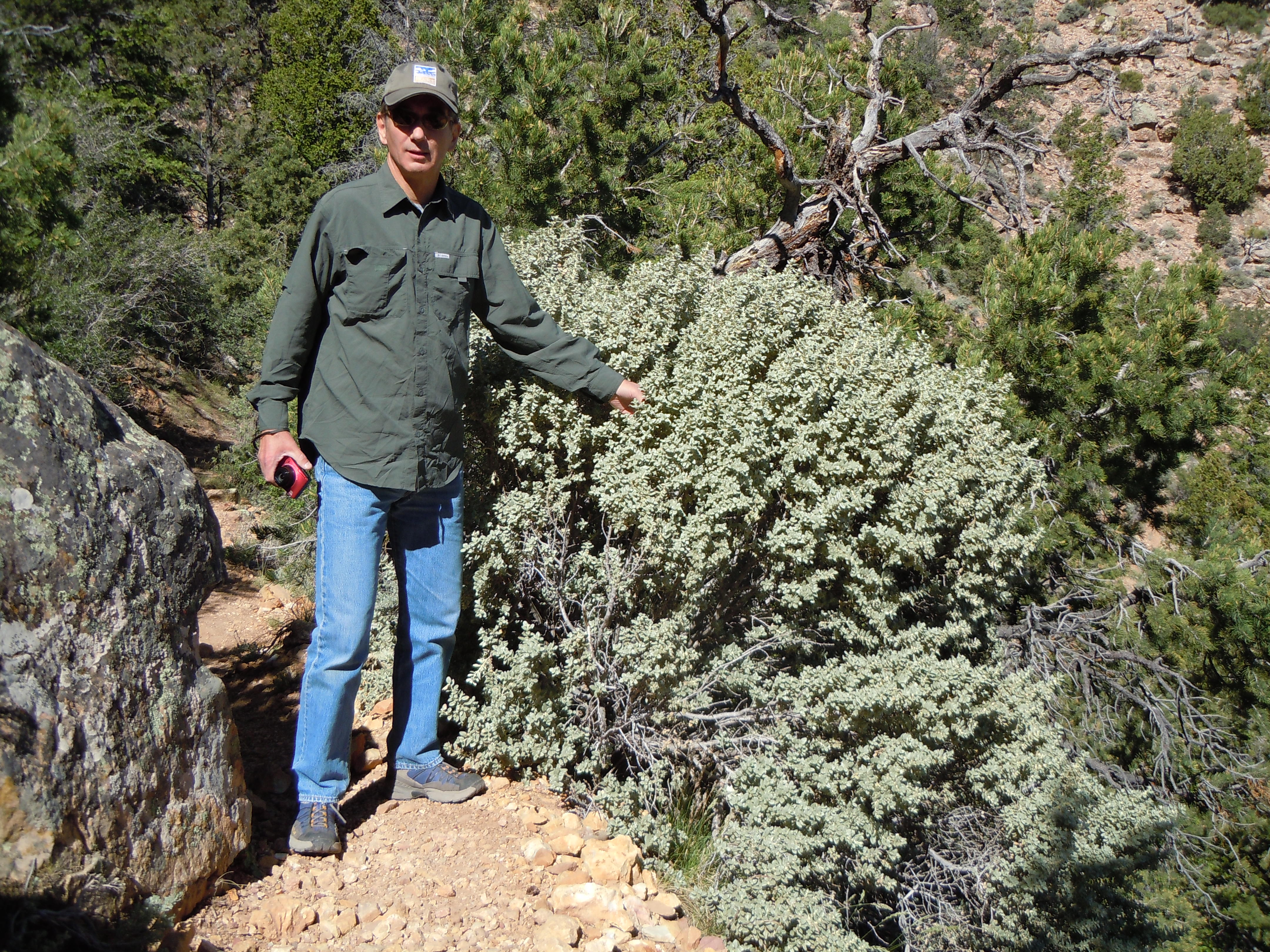
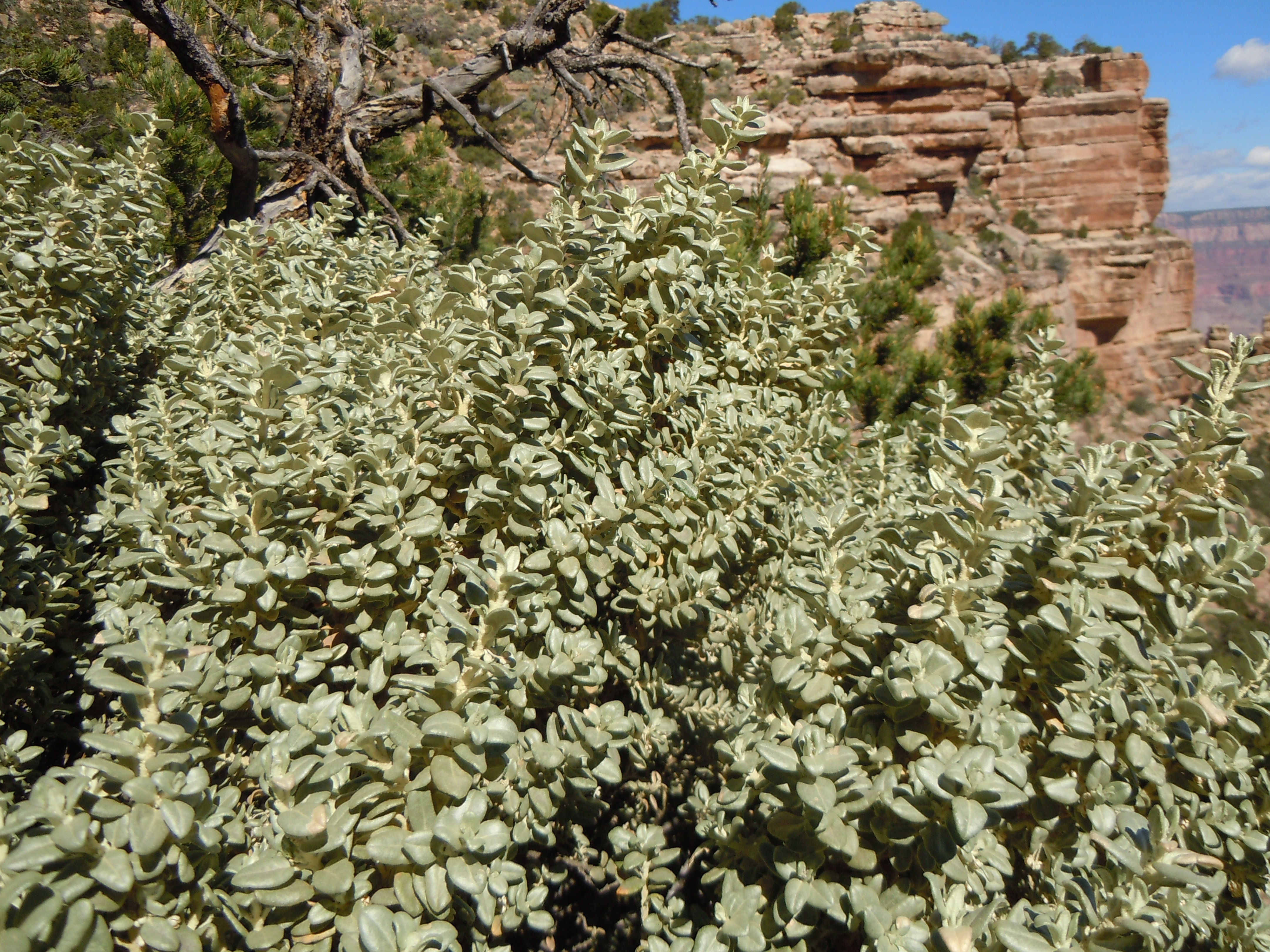
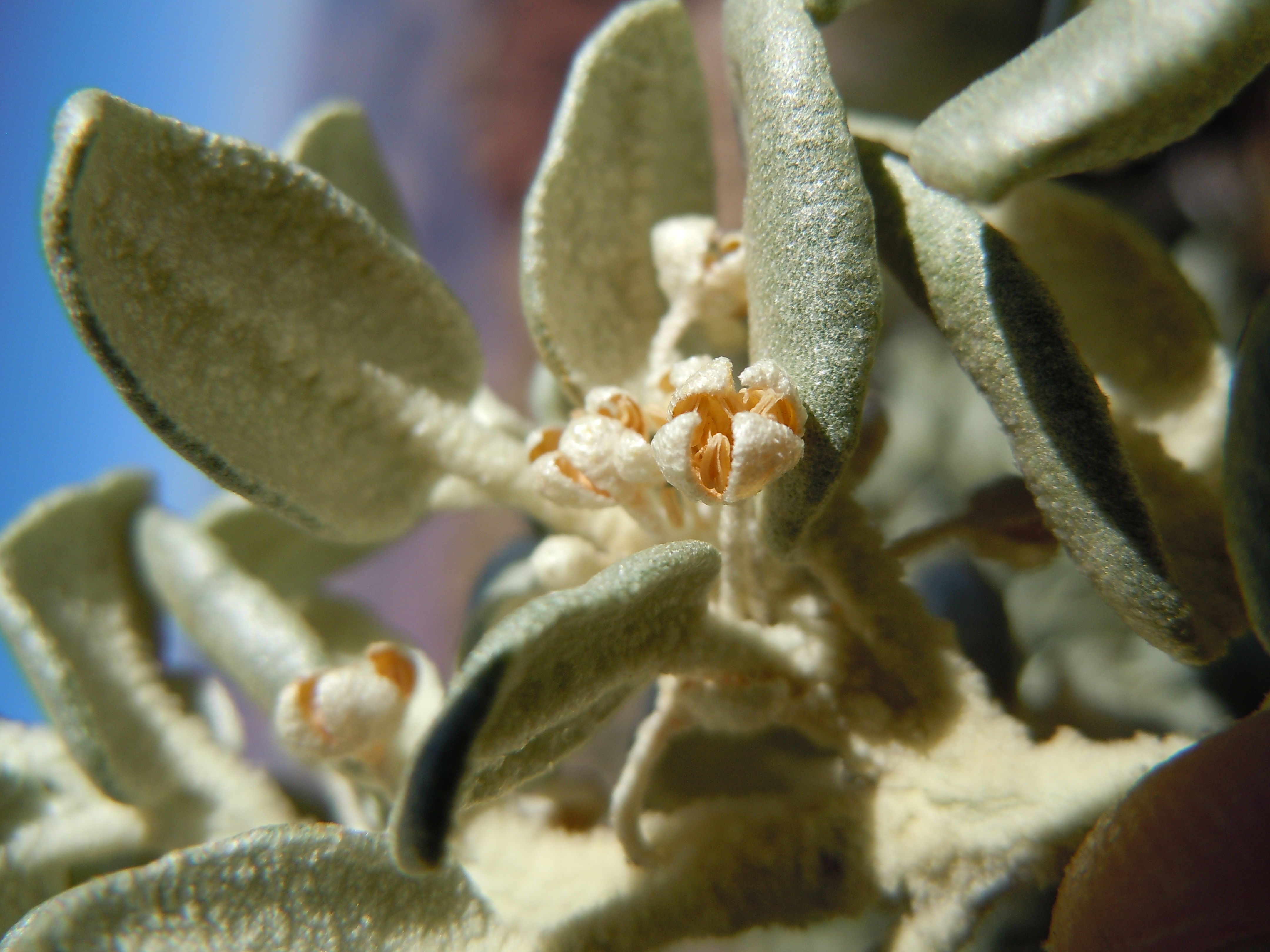
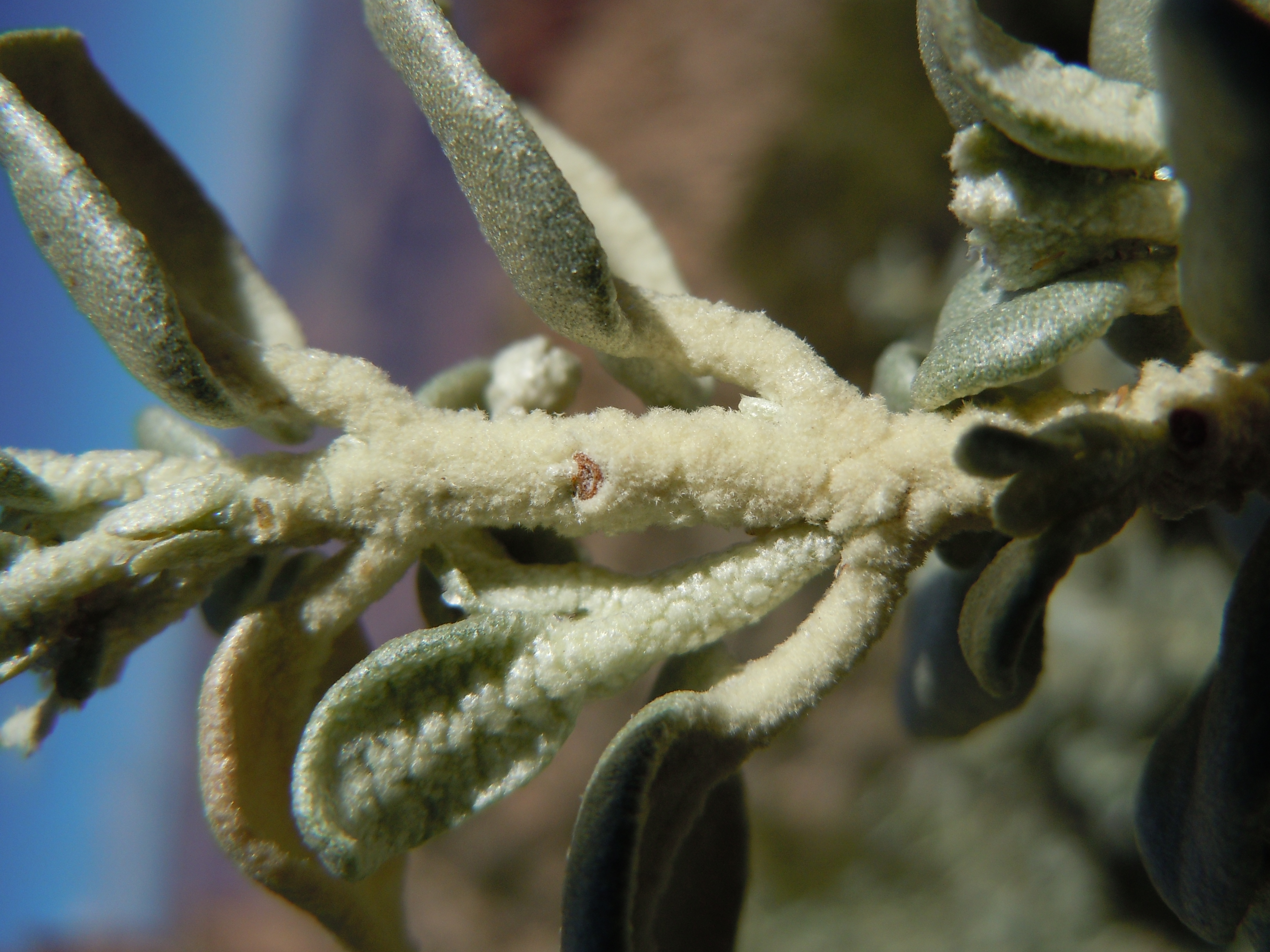